# Бијаковац
Бијаковац је насељено мјесто у општини Козарска Дубица, Република Српска, БиХ. Према попису становништва из 1991. у насељу је живјело 224 становника.

## Становништво
Према попису становништва из 1991. године, мјесто је имало 224 становника.
| Демографија | Демографија | Демографија |
| Година      | Становника  | Становника  |
| ----------- | ----------- | ----------- |
| 1948.       | 404         |             |
| 1953.       | 406         |             |
| 1961.       | 423         |             |
| 1971.       | 336         |             |
| 1981.       | 314         |             |
| 1991.       | 224         |             |